# Веном (фільм)
«Веном» (англ. Venom) — американський супергеройський фільм з однойменним персонажем коміксів Marvel від Columbia Pictures, що вийшов у співпраці з Marvel і Tencent Pictures. Це перший фільм кіновсесвіту Людини-павука від Sony, розповсюджений Sony Pictures Releasing. Режисером фільму став Рубен Флейшер, а сценаристами Джефф Пінкнер, Скотт Розенберг та Келлі Марсель. У головних ролях Том Гарді в ролі Едді Брока / Венома разом з Мішель Вільямс, Різ Ахмедом, Скоттом Гейзом та Рейдом Скоттом. У фільмі журналіст Брок здобуває суперсили, ставши господарем інопланетного симбіоту, вид якого планує вторгнутися на Землю.
Після того, як Веном з'явився у фільмі «Людина-павук 3» (2007), Sony спробувала розробити фільм на основі цього персонажа. У березні 2016 року розпочалася робота над новою версією, яка поклала б початок новому спільному з персонажами Marvel всесвіту, на які студія мала права. Sony також мала намір поєднати Венома з Кіновсесвітом Marvel «Людина-павук: Повернення додому» (2017), але врешті-решт дистанціювалась від фільмів Людини-павука. Знімання відбувалося з жовтня по січень 2018 року в Атланті, Нью-Йорку та Сан-Франциско. Фільм був натхненний, перш за все, міні-серіалом з коміксів «Веном: Смертельний захисник» (1993) та сюжетною дугою «Планета симбіотів» (1995).
Прем'єра стрічки у форматі 3D та IMAX 3D в Україні відбулася 4 жовтня 2018 року, а в США — 5 жовтня. Він отримав загалом негативні відгуки за розповідний, непослідовний тон та відсутність сильнішого зв'язку з Людиною-павуком, хоча виступ Гарді отримав певну похвалу. Фільм мав успіх у прокаті, став сьомим за величиною касовим фільмом 2018 року з понад 856 мільйонами доларів у всьому світі, і встановив кілька рекордів прокату для жовтневого виходу. Продовження «Веном 2: Карнаж» (вийшло у жовтні 2021 року) у сцені після титрів вставновлює зв'язок з Кіновсесвітом Marvel, а саме Людиною-павуком Тома Голланда.

## Сюжет
Після зіткнення з уламками комети в Малайзії падає космічний шаттл. Один з астронавтів виявляється заражений інопланетним безформним симбіонтом і тікає під час перевезення до лікарні. Журналіст Едді Брок отримує завдання провести інтерв'ю з генеральним директором корпорації «Фонду життя» Карлтоном Дрейком, якому належав шаттл. Наречена Едді, Енн Вайєн, працює адвокатом і дізнається про загадкові смерті персоналу «Фонду життя». Брок потай читає інформацію з її ноутбука та довідується про незаконні експерименти над людьми. Журналіст заводить із Дрейком мову про це, в результаті його звільняють за необґрунтовані звинувачення. Слідом звільняють і Вайєн за те, що до даних їй таємних документів отримав доступ сторонній. Тим часом симбіонт, змінюючи кількох носіїв, прямує в Сан-Франциско.
Шість місяців потому Карлтон Дрейк продовжує експерименти, в яких використовує трьох інших симбіонтів, добутих з шаттла. Він вірить, що симбіонти забезпечать виживання людства після неминучої екологічної катастрофи. Він шукає людей, здатних стати носіями, для чого використовує бездомних. Однак, прибульці рано чи пізно вбивають піддослідних.
Безробітний Едді стає свідком пограбування, проте не наважується завадити злочинцеві. Невдовзі його знаходить вчена Дорі Скірт з «Фонду життя», обіцяючи надати докази злочинів Дрейка. Спершу він відмовляється від розслідування, та потім погоджується, адже йому скрізь відмовляють у роботі. Дорі проводить його до лабораторії, де той бачить серед піддослідних свою знайому, Марію. Брок намагається визволити її, тоді симбіонт переселяється з неї в Брока. Едді тікає, виявляючи надзвичайну силу та спритність, а також відчуває сильний голод. Едді вирушає на зустріч з Енн аби передати зроблені в лабораторії фото. Її новий хлопець, доктор Ден Льюїс, помічає ненормальний голод Едді та оглядає його. Він дізнається, що симбіонт всередині вразливий для шумів певного частотного діапазону. Тим часом Дрейк карає Скірт за її зраду, віддаючи на досліди, та посилає найманців спіймати симбіонта-втікача.
Симбіонт Брока починає говорити з ним як внутрішній голос. Коли за ним приходять найманці, істота атакує нападників щупальцями та покриває Брока своєрідним органічним костюмом. Завдяки здатності інопланетянина змінювати форму Едді тікає від переслідування. Обоє домовляються, що симбіонт, який називає себе Веномом, житиме в його тілі, тоді як Брок взамін користуватиметься його здібностями для викриття злочинів Дрейка. Веном застерігає про загрозу прибуття інших симбіонтів, але не бажає цього, знайшовши в Едді схожість із собою.
Брок і Веном проникають в журналістське агентство аби передати записи. Едді боїться повертатись звідти, вистрибнувши з вікна, як підмовляє Веном, і через це потрапляє в засідку. Взявши контроль над тілом, Веном розправляється з ворогами але з'являється Вайєн, яка кличе Едді в лікарню до Дена, де той дізнається, що симбіонт повільно переварює його внутрішні органи. Енн вмикає томограф, звуки якого відділяють Венома від Едді. Проте симбіонт тікає крізь вентиляцію, а Едді схоплюють найманці.
У штаб-квартирі «Фонду життя» Брок дізнається, що Дрейк злився з симбіонтом, який втік після падіння шаттла — Райотом. Прибулець замислює привезти на Землю з космосу більше симбіонтів аби зробити їхніми носіями все людство. Дрейк(Райот) не бачачи сенсу надалі допитувати Едді, дає наказ найманцям позбутися його. В той час Вайєн неохоче зливається з Веномом. Найманці вивозять Едді в ліс щоб його вбити але Веном(Ваєн) знаходить Едді, розправляється з найманцями та передає йому Венома під час поцілунку. Дрейк(Райот) починає запуск ракети і прискорює його ігноруючи всі правила та протоколи а протестуючих проти цього вчених- знищує. Веном встигає до запуску і стає на шляху Райота. Райот і Веном починають битися але хоч Райот і значно сильніший але у Венома «кращий носій» як результат вони всеж опиняються біля ракети, що має забрати з космосу симбіонтів. Райот перемагає і поглинає Венома, проте звук при старті ракети змушує симбіонтів покинути своїх носіїв. Райот, однак, встигає знову злитися з Дрейком та залізти в ракету, пронизавши перед цим Едді органічним лезом. Веном вселяється в помираючого Брока, зціливши носія. Вони встигають знищити двигун ракети використовуючи покинутий Райотом меч, тож вона вибухає у повітрі. Райот гине в полум'ї, а Веном набуває форми парашута-щита, чим рятує носія, проте сам гине від полум'я.
За якийсь час потому при бесіді Едді з Енн з'ясовується, що Веном вижив і знаходиться в його тілі. Однак Брок не виказує цієї таємниці. Він дозволяє прибульцеві жити в його тілі, якщо той не буде вбивати і їсти людей, принаймні добрих. Вони заходять до супермаркету, де Веном зізнається, що йому сподобались чипси та шоколад. В цей час туди вривається грабіжник, якого Веном спочатку лякає але потім всеж відкушує йому голову.
У першій сцені після титрів Брок готується взяти інтерв'ю в ув'язненого серійного вбивці Клетуса Кеседі, котрий натякає, що в його тілі є симбіонт Карнідж. Друга сцена рекламує анімаційний фільм «Людина-павук: Навколо всесвіту».

## У ролях
| Актор           | Персонаж               | Роль                                         |
| --------------- | ---------------------- | -------------------------------------------- |
| Том Гарді       | Едді Брок / Веном      | журналіст, носій симбіота Венома             |
| Мішель Вільямс  | Енн Вейнінг            | колишня дівчина Едді                         |
| Різ Ахмед       | Карлтон Дрейк / Райот  | голова «Фонду Життя», носій симбіота Райота  |
| Мішель Лі       | малазійський парамедик | перший носій симбіота Райота                 |
| Дженні Слейт    | Дора Скірт             | доктор «Фонду Життя», що працює з симбіотами |
| Вуді Гаррельсон | Клетус Кеседі / Карнаж | психопат-убивця у тюрмі                      |
| Рейд Скотт      | Ден Льюїс              | доктор, новий хлопець Енн                    |
| Скотт Гейз      | Роланд Тріс            | голова служби безпеки «Фонду Життя»          |
| Стен Лі         | (Камео)                |                                              |

## Створення фільму

### Підготовка до знімання
У червні 2017 року президент Marvel Studios Кевін Файгі підтвердив, що, оскільки фільм був єдиним проєктом Sony, то у Marvel не було планів екранізувати «Венома» у КВМ. Однак, продюсер Емі Паскаль незабаром заявила, що Sony має намір зробити так, щоб події в їх фільмах відбувалися у «тому ж світі», що й у фільм «Людина-павук: Повернення додому», описуючи їх як «додаток» до цього світу. Вона сказала, що нові фільми будуть перетинатися один з одним, і що у фільмах може з'явитися Людина-павук Голланда. Різ Ахмед вів переговори про приєднання до проєкту у серпні.
У вересні Мішель Вільямс вступила у переговори, щоб виконати роль окружного прокурора і коханки Брока. До жовтня Дженні Слейт вела переговори про свою участь в картині, Келлі Марсел написала останні чернетки сценарію, в той час як Рід Скотт увійшов у переговори про участь у зйомках.

### Знімальна група
- Кінорежисер — Рубен Флейшер
- Сценаристи — Скотт Розенберг, Джефф Пінкер, Келлі Марсель, Вілл Білл
- Кінопродюсери — Аві Арад, Емі Паскаль, Метт Толмач
- Кінооператор — Метью Лібатік
- Підбір акторів — Джон Папсідера
- Художник-постановник — Олівер Шолл
- Артдиректори — Грегорі С. Гупер, Дрю Монаген, Трой Сізмор
- Художник з костюмів — Келлі Джонс[9].

### Виробництво
Знімання фільму розпочалося 23 жовтня 2017 року у Нью-Йорку і Атланті, США. У грудні Флейшер та Гарді заявили, що фільм «важливий для Всесвіту Marvel» і що він переважно ґрунтується на серії коміксів Venom: Lethal Protector та Planet of the Symbiotes. Гарді додав, що, як і колишній комікс, події фільму відбуватимуться у Сан-Франциско.

### Музика
Людвіг Горанссон підписав контракт на фільм у березні 2018 року, возз'єднавшись з Флейшером після того, як пара працювала разом над фільмом 2011 року «Встигнути за 30 хвилин». Написавши музику до фільму «Чорна Пантера» студії Marvel, Горанссон сказав, що він зацікавлений у продовженні вивчення музики до фільмів супергероїв, тому що "Як молодий композитор фільмів, це одна з речей, про які ви мрієте… Теми супергероїв дійсно резонують з аудиторією."Ще в кінці фільму, коли показують титри, грає пісня репера Емінема «Venom».

## Маркетинг
Для Панелі Sony Pictures на Comic Con Experience 2017 Флейшер та Гарді з'явилися у відео для реклами та показу закулісся фільму. У лютому 2018 року вийшов тизер фільму. Багато критиків та шанувальників розчарувалися у тизері через відсутність титульного персонажа.
Ротман представив нові кадри фільму на CinemaCon 2018 і зазначив, що він показав версію Венома з фільму, сказавши: «Дивіться, ми не забули помістити Венома у фільм!» Пласідо був позитивнішим у цьому трейлері, вихваляючи зовнішній вигляд і візуальні ефекти Венома, але заявивши, що діалог у трейлері викликав занепокоєння щодо написання фільму. Під час трейлера акторка Дженні Слейт вимовляє слово симбіот як сим-бай-от, а не сим-бі-от, як вважали багато фанатів та творців. Це призвело до повсюдної критики фільму, а також до 35,700-відсотковому збільшенню пошуків «вимови слова симбіот» за словником Мерріам-Вебстер. У словнику зазначається, що технічно обидва вимови вважаються прийнятними. Також було відзначено, що трейлер повторно використовував музику, яка грала у головному трейлері фільму «Месники: Війна нескінченності» незадовго до цього, а Ханна Шоу-Вільямс з Screen Rant задалася питанням, чи було це збігом, або якщо Sony «навмисно намагалася пов'язати свій фільм з КВМ у свідомостях глядачів. Якою б не була причина, Веному знадобиться більше, ніж просто знайома музика у трейлері, щоб завоювати аудиторію». Згідно з Fizziology, аналітичної компанії, яка враховує безліч різних платформ соціальних мереж, другий трейлер був переглянутий 64,3 мільйона разів протягом 24 годин, що на 72 відсотки більше у порівнянні з першим трейлером. Компанія заявила, що другий трейлер рідко отримує більше Переглядів, ніж перший, а також зазначила, що загальні позитивні відгуки зросли на 46 відсотків, щоб бути порівнянними з другим трейлером для фільму «Людина-павук: Повернення додому». Більшість позитивних відповідей було спрямовано на зовнішній вигляд і дизайн персонажа Веном.
У травні 2018 року, український дистриб'ютор фільму відвідав Kyiv Comic Con. Відвідувачі фестивалю почули опис та інформацію про фільм, а також отримали промо-матеріали: постери та рекламні листівки фільму.

Флетчер, Гарді та Ахмед просували фільм на Comic-Con 2018 у Сан-Дієго, де глядачі отримали маски Венома та вигукували «Ми-Веном». На панелі було проведено інтерв'ю з творцями фільму, а також продемонстровано новий трейлер фільму, який згодом з'явився у мережі. Також під час фестивалю були оприлюдненні нові кадри з фільму.
За тиждень до офіційного старту, 22-23 вересня 2018, на масштабному фестивалі Comic Con Ukraine з'явився стенд фільму «Веном». Інтерактивна фотозона з гігантською хижою пащею інопланетного симбіота була доступна сотням фанатів, присутніх на фестивалі. Також був представлений мотоцикл Ducati, ідентичний тому, на якому журналіст Едді Брок гасає пагорбами Сан-Франциско.

### Промо-матеріали у мережі
- 7 лютого 2018 було опубліковано тизер-постер.[21] 9 лютого з'явилася локалізована версія постеру.[22]
- 8 лютого вийшов тизер-трейлер.[23] Того ж дня було опубліковано трейлер у дубляжі, який значиться просто «тизером».[15]
- 23 квітня вийшов повноцінний трейлер фільму.[24] Версія у дубляжі з'явилися на день пізніше — 24 квітня.[25]
- 25 квітня було опубліковано постер фільму.[26] 25 квітня з'явилася локалізована версія постеру.[27]
- 31 липня з'явився другий трейлер фільму.[28] 3 серпня з'явилася версія у дубляжі.[29]
- 17 вересня було опубліковано постер фільму для кінотеатрального прокату.[30] 26 вересня з'явилася локалізована версія.[31]

## Цікаві факти
- Видання «Голлівудський репортер» за підсумками 2018 року поставило «Веном» на п'яту сходинку свого рейтингу найгірших фільмів.[32]